# Sonata per a piano núm. 2 (Mozart)
La Sonata per a piano núm. 2 en do major, K. 280 (K. 189e), és una obra de Wolfgang Amadeus Mozart composta durant l'hivern que va fer a Múnic per la producció de la seva òpera, La finta giardiniera entre la fi de 1774 i el març de l'any següent. Consta, com és habitual, de tres moviments:
1. Allegro assai
2. Adagio
3. Presto

Es creu que com a font d'inspiració en aquesta sonata ha utilitzat altres peces contemporànies. La influència de Haydn és notable, sobretot en l'esperit del desenvolupament del primer moviment. El segon temps és més mozartià; queda embolicat en una música tendra i malenconiosa típica de les obres de l'autor. L'estil de Haydn se sent present novament en el Presto final. També a l'obra es percep un altre estil: l'anomenat estil galant, nou a l'època, pel qual Mozart conrea en la seva recerca de noves tendències; i ho fa a Múnic, on troba altres exemples brillants sota la influència de l'escola francesa.